# Alec Douglas-Home
Alexander Frederick (Alec) Douglas-Home, Graaf van Home, Baron Home van Hirsel (Londen, Engeland, 2 juli 1903 – Berwickshire, Schotland, 9 oktober 1995) was een Brits politicus en diplomaat van de Conservative Party en premier van het Verenigd Koninkrijk van 1963 tot 1964.

## Biografie
Douglas-Home kwam uit de Britse aristocratie. Zijn vader was de 13e graaf van Home en zijn moeder een dochter van de 4e graaf van Durham. Hij ging naar Eton College en studeerde in Oxford.
Hij werd in 1931 verkozen tot conservatief afgevaardigde in het Lagerhuis voor het kiesdistrict Lanark (Schotland) onder de naam Lord Dunglass, zijn hoffelijkheidstitel. Hij werd privésecretaris van eerste minister Neville Chamberlain, die een verzoeningspolitiek tegenover Adolf Hitler voerde en verantwoordelijk was voor de akkoorden van München. Vanwege een slechte gezondheid was hij tijdens de Tweede Wereldoorlog niet in militaire dienst.
Home werd verslagen bij de verkiezingen van 1945 maar heroverde zijn zetel in het Lagerhuis in 1950. Het volgende jaar werd hij verplicht deze zetel op te geven toen hij na het overlijden van zijn vader de 14e graaf van Home werd en zitting nam in het Hogerhuis.
In 1955 werd hij staatssecretaris voor het Commonwealth in het kabinet van Anthony Eden en tevens leider van het Hogerhuis en Lord President of the Council. In 1960 werd hij minister van Buitenlandse Zaken onder Harold Macmillan.  Toen Macmillan in 1963 ontslag nam om gezondheidsredenen werd verwacht dat vicepremier Richard ('Rab') Butler hem zou opvolgen. De leiders van de conservatieve partij stelden echter aan koningin Elizabeth II voor om Lord Home te vragen om een regering te vormen. Home deed op 23 oktober 1963 afstand van zijn adellijke titel en werd op 7 november verkozen tot lid van het Lagerhuis voor het kiesdistrict Kinross en West-Perth (Schotland).  In de tussenliggende twee weken was hij premier zonder lid te zijn van Lagerhuis of Hogerhuis.
Bij de verkiezingen van 1964  won de Labour Party van Harold Wilson en verloor Home de macht.  Hij was 363 dagen premier geweest en daarmee de op een na kortst zittende Britse premier in de 20e eeuw. Hij nam in juli 1965 ontslag als partijleider ten voordele van Edward Heath.
Home was voorstander van een pro-Europese buitenlandse politiek en werd van 1970 tot 1974 opnieuw minister van Buitenlandse Zaken in de regering van Heath. Voor de verkiezingen van 1974 stelde hij zich niet langer kandidaat voor het House of Commons en verliet hij de actieve politiek. Als baron Home of the Hirsel kreeg hij eind 1974 opnieuw een zetel in het Hogerhuis, die hij tot aan zijn dood in 1995 heeft ingenomen.

## Titels en predicaten
- Alexander Frederick Douglas-Home (1903–1918)
- Alexander Frederick Douglas-Home, Heer Dunglass (1918–1951)
- Alexander Frederick Douglas-Home, Graaf van Home (1951–1963)
- Sir Alexander Frederick Douglas-Home (1963–1974)
- Sir Alexander Frederick Douglas-Home, Baron Home van Hirsel (1974–1995)

- Bibliothèque nationale de France: cb118865663 (data)
- CiNii: DA0664978X
- Gemeinsame Normdatei: 119462400
- International Standard Name Identifier: 0000 0001 1448 1106
- Library of Congress Control Number: n80125474
- MusicBrainz: 20c43121-be7f-4c22-a3e4-076ae72e8517
- National Archives and Records Administration: 10568197
- Bibliotheek van het Japanse parlement: 00438176
- Nationale Bibliotheek van Israël: 987007262592705171
- Nationale Bibliotheek van Polen: a0000003525901
- Nederlandse Thesaurus van Auteursnamen: 075228351
- SNAC: w6ns27vh
- Système universitaire de documentation: 026659123
- Virtual International Authority File: 74663618
- WorldCat: E39PBJj8XvyCTKcmTXYTHpp9Dq